# 清平云南之战
清平雲南之戰爆發於顺治十五年（1658年）十月至十六年（1659年）二月，由安远靖寇大将军多尼、平西大将军吴三桂攻取云南，灭南明永历政权的戰爭。
顺治十五年（1658年）信郡王铎尼奉命至贵州主持西征军务，兵分北、南、中三路向雲南進攻，北路由吴三桂率领，南路由卓布泰率领，中路由铎尼率領。永历帝拜李定國为招讨大元帅。李定国命令吳子聖守安隆，以白文选守七星关，定國本人至贵州鸡公背（关岭之东南），與铎尼决战。
吳子聖被卓布泰打败逃亡，李定国得报，率三万将士前来增援，在罗炎河、凉水井（兴义东）与清军展开激战，明兵漸不支，退保北盘江。赵布泰部由普安州进入云南。吴三桂部在七星關（今貴州畢節西南七星山）擊敗白文選，再陷乌撒（今云南宜威），文选由河木和（澜沧江东岸，永平南），经右甸（今雲南昌宁），又退至镇康州（镇康北），入缅甸木邦。明軍死傷慘重，“僵尸遍野，腥血成渠”。李定国不敢恋战，退回昆明，護送永历帝至永昌（今云南保山）。顺治十六年（l659年）春，清军大举进攻永昌。永历帝避難於腾越（今腾冲）。李定国派部将窦民望、高文贵、王玺分兵在磨盘山設伏重擊清軍，卻有叛將卢桂生告知吳三桂，雙方展開激戰，“尸委山谷皆满”，窦民望與王玺皆战死在阵地上，史稱磨盘山血战。但隨後李定國在双河口山顶被卓布泰部擊敗，至陆格，又被卓布泰兵分三路擊敗，只得退至孟良、锡箔。顺治十六年正月初三，清軍三路会师昆明。但早在顺治十五年十二月十五日，朱由榔即在李定國等掩護下，向昆明逃亡，再逃往缅甸。顺治十六年正月，清军已占領雲南全境。二月，吴三桂部自罗次出师，铎尼自昆明出师，兵分兩路追击永历帝。由於朱由榔已逃入缅甸境内。清軍遂於三十日班师。